# Jan Jönson
För andra betydelser, se Jan Jönsson.
Jan Erik Wilhelm August Jönson, tidigare Jönsson, född 27 november 1947 i Malmö, är en svensk skådespelare och teaterregissör.

## Biografi
Jönson studerade vid Dramatens elevskola 1968–1971. Efter studierna var han engagerad vid Dramaten fram till 1980 och han har därefter arbetat som frilansare. Han har tillsammans med interner på Kumlaanstalten, samt med interner vid San Quentin State Prison i Kalifornien, satt upp Samuel Becketts teaterpjäs I väntan på Godot. Han har skrivit en monolog om sina upplevelser och möten med interner vid olika fängelser och mötet med Samuel Beckett i Paris. Han har framfört monologen mer än 300 gånger på olika fängelser i Europa, Ryssland och USA.
Han var 1982–1991 gift med skådespelaren Eva Remaeus (1950–1993) och fick med henne dottern Jovanna Remaeus Jönson (född 1982) som också är verksam inom teater/film.

## Filmografi
- 1973 – Om 7 flickor
- 1976 – Hallo Baby
- 1977 – Ärliga blå ögon (TV-serie)
- 1979 – Kejsaren
- 2011 – Nalle Puhs film - Nya äventyr i Sjumilaskogen (röst)

## Teater

### Roller (ej komplett)
| År   | Roll                | Produktion                 | Regi             | Teater   |
| ---- | ------------------- | -------------------------- | ---------------- | -------- |
| 1974 | Kristoffer Pennkniv | Den jäktade Ludvig Holberg | Henning Moritzen | Dramaten |